# 道の駅いずみ山愛の里

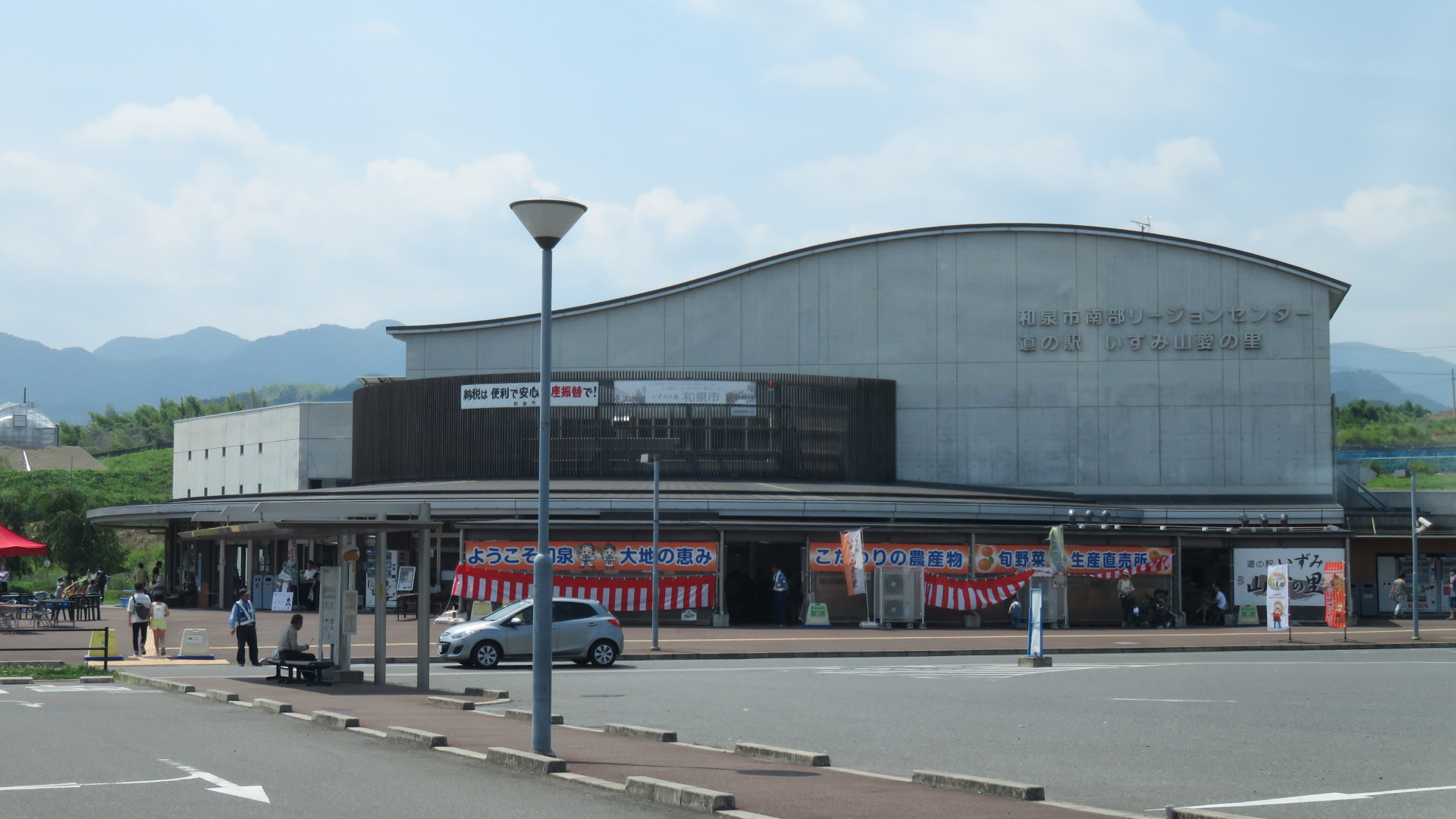
1階にレストラン、テイクアウトコーナーなど。後方に和泉市立南部リージョンセンター

道の駅いずみ山愛の里（みちのえき いずみやまあいのさと）は、大阪府和泉市にある国道170号の道の駅である。和泉市の文化施設である和泉市立南部リージョンセンターを併設する。
2008年7月20日開駅。2022年4月に地場産品販売所を新築増設しリニューアルオープンした。

## 主な施設
- 和泉市立南部リージョンセンター
  - 大型遊具
- 駐車場[2]
  - 普通車：120台
  - 大型車：7台
  - 身障者用：3台
- トイレ（いずれも24時間利用可能[2]）
  - 男性：大 3器、小 6器[2]。
  - 女性：7器[2]。
  - 身障者用：1器
- 公衆電話[2]
- 観光案内所
- テイクアウトコーナー[3]
- レストラン[3]
- 地場産品販売所（平日：9:00-17:00、休日：8:00-17:00）[3]
- 情報コーナー（9:00〜17:00）
- 休憩コーナー（9:00〜17:00）

※ 休館日：年末年始

## アクセス
- 阪和自動車道 岸和田和泉ICより約7km、国道170号（大阪外環状線）沿い
- 南海泉北線 和泉中央駅から路線維持バス父鬼ルートに乗車し、「槇尾学園前」バス停下車徒歩約10分（朝夕中心の運行）。
- 南海泉北線 和泉中央駅から南海バス「和泉青葉台行き（332、338系統）」または「はつが野・和泉青葉台循環（383系統）」に乗車し、「納花」または「和泉青葉台」で下車、予約制乗り合い送迎サービス「チョイソコいずみ」に乗り継ぎ、「南部リージョンセンター」バス停下車すぐ（日中のみ運行）。

## 周辺
- 施福寺
- 男乃宇刀神社